# 久保裕丈
久保 裕丈（くぼ ひろたけ、1981年8月22日 - ）は、日本の実業家。セレブモデルとして知られる通販サイトの元社長。

## 来歴
1981年、東京都八王子市生まれ。両親は市役所に勤務する公務員。海城中学校・高等学校、東京大学工学部卒業。東京大学大学院新領域創成科学研究科修士課程修了。2007年に外資系コンサルティング会社のA.T.カーニーに入社。2012年にミューズコー株式会社を設立。2015年、累損6億円の同社を17億円で株式会社ミクシィに売却することに成功。
30代の若さで億単位の現金を手に入れたとされ、1人の独身男性を巡って25人の女性が争う恋愛リアリティ番組「バチェラー・ジャパン」にイケメンセレブ男性として出演する。
自身が手掛ける家具のサブスクリプションサービス事業の会社・クラス（CLAS）において、2018年創業以来の累計資⾦調達額を28億円に拡大した。

## メディア出演
- バチェラー・ジャパン（Amazonプライム・ビデオ）
- マツコ会議（日本テレビ、2018年7月21日）
- ザ・タイムショック（テレビ朝日、2018年9月26日、2019年4月3日、2019年9月25日）
- プレバト!!（毎日放送、2018年11月15日） - 俳句査定に出演
- 中田敦彦のSTAND UP STUDY（テレビ朝日、2019年12月19日）